# Horbî, Kozova
Horbî (în ucraineană Горби) este un sat în comuna Horodîșce din raionul Kozova, regiunea Ternopil, Ucraina.

## Demografie
Componența lingvistică a localității Horbî
     Ucraineană (100%)
Conform recensământului din 2001, toată populația localității Horbî era vorbitoare de ucraineană (100%).